# 高梁市立備中中学校
高梁市立備中中学校（たかはししりつびっちゅうちゅうがっこう）は、岡山県高梁市にかつてあった中学校。

## 概要
1980年（昭和55年）4月、川上郡備中町立湯野中学校、備中町立西山中学校が統合し、備中町立湯野中学校が開校。備中町立であるが、校地は川上郡成羽町布寄109番地に位置していた。
1987年（昭和62年）4月、備中町立富家中学校、備中町立平川中学校、備中町立湯野中学校が統合し、備中町立備中中学校となる。湯野中学校の跡地を校地とする。
2004年（平成16年）10月1日、市町村合併により高梁市立備中中学校と改称。
2016年（平成28年）3月末をもって高梁市立西山小学校が閉校し、4月から新見市立野馳小学校に統合。以降、旧西山小学校学区の児童の進学先が新見市立哲西中学校になる。
2017年（平成29年）4月1日、高梁市立成羽中学校へ統合。

## 部活動
野球部、卓球部、女子ソフトテニス部があった。